# Dame de Traversay
Dame de Traversay es una localidad de Santa Lucía, que forma parte del distrito de Anse La Raye.